# Sinister 2
Sinister 2 (também estilizado como Sinister II) (Brasil: A Entidade 2 ) é um filme norte-americano de terror do ano de 2015, dirigido por Ciaran Foy e estrelado por James Ransone e Shannyn Sossamon.

## Elenco
- James Ransone como Policial "Fulano de Tal"
- Shannyn Sossamon como Courtney Collins
- Robert Sloan como Dylan Collins
- Dartanian Sloan como Zach Collins
- Lea Coco como Clint Collins
- Tate Ellington como Dr. Stomberg
- John Beasley como Padre Rodríguez
- Lucas Jade Zumann como Milo
- Jaden Klein como Ted
- Laila Haley como Emma
- Caden Marshall Fritz como Peter
- Olivia Rainey como Catherine
- Nicholas King como "Bicho Papão"

## Recepção
Sinister 2 não foi bem recebido por parte da crítica especializada. Com uma classificação de 13% em base de 75 críticas, o Rotten Tomatoes publicou um consenso: "Sinister 2 tem alguns ingredientes que serão familiares aos fãs do primeiro filme; Infelizmente, neste segundo, nenhum deles é assustador". No agregador Metacritic, o filme tem um índice de 32/100, baseado em 17 resenhas, indicando "críticas desfavoráveis".